# Tour Down Under 2014
El Tour Down Under 2014 va ser la setzena edició del Tour Down Under. La cursa es disputà entre el 21 i el 26 de gener de 2014, amb un recorregut de 738,5 km dividits en sis etapes. Aquesta era la prova inaugural de l'UCI World Tour 2014.
La cursa va ser guanyada per l'australià Simon Gerrans (Orica-GreenEDGE), que d'aquesta manera establí un rècord de victòries en aquesta cursa. Gerrans fou el primer líder de la cursa, però el va perdre en favor de Cadel Evans en la tercera etapa. Finalment en la penúltima etapa recuperà el liderat per tan sols un segon, sobre Evans, un temps que va conservar en la darrera etapa. Diego Ulissi (Lampre-Merida) completà el podi, cinc segons rere Gerrans.
Les altres classificacions de la cursa foren guanyades per ciclistes australians. Gerrans també guanyà la classificació dels esprints, mentre Adam Hansen (Lotto-Belisol) guanyà la classificació de la muntanya. Jack Haig (UniSA-Australia), dissetè en la general, fou el vencedor de la classificació dels joves, mentre la classificació per equips fou per l'Orica-GreenEDGE, que a banda de Gerrans també situà a Daryl Impey dins el top ten.

## Equips participants
En tant que el Tour Down Under és una cursa UCI World Tour, els 18 equips UCI ProTeams són automàticament convidats i obligats a prendre-hi part. A banda, són convidats l'equip professional continental australià Drapac Cycling i un combinat de ciclistes australians sota el nom d'UniSA-Australia. Els equips estan compostos per 7 corredors cadascun, per totalitzar un pilot de 140 corredors, tot i que degut a les baixes per lesió de Thomas Voeckler (Team Europcar) i Giovanni Visconti (Movistar Team) deixaren el gran grup finalment en 138 corredors.
| Núm.  | Codi | Equip                 |
| ----- | ---- | --------------------- |
| 1-7   | BMC  | BMC Racing Team       |
| 11-17 | OGE  | Orica-GreenEDGE       |
| 21-27 | GIA  | Giant-Shimano         |
| 31-37 | LTB  | Lotto-Belisol         |
| 41-47 | TFR  | Trek Factory Racing   |
| 51-57 | TCS  | Team Tinkoff-Saxo     |
| 61-67 | SKY  | Team Sky              |
| 71-77 | ALM  | AG2R La Mondiale      |
| 81-87 | AST  | Astana Qazaqstan Team |
| 91-97 | EUC  | Team Europcar         |

| Núm.    | Codi | Equip                       |
| ------- | ---- | --------------------------- |
| 101-107 | KAT  | Team Katusha                |
| 111-117 | FDJ  | FDJ                         |
| 121-127 | MOV  | Movistar Team               |
| 131-137 | GRS  | Garmin-Sharp                |
| 141-147 | OPQ  | Omega Pharma-Quick Step     |
| 151-157 | BEL  | Belkin Pro Cycling Team     |
| 161-167 | LAM  | Lampre-Merida               |
| 171-177 | CAN  | Cannondale                  |
| 181-187 | DPC  | Drapac Professional Cycling |
| 191-197 | UNI  | Team UniSA-Australia        |

## Etapes
| Etapa    | Data        | Ciutats d'etapa              |                         | km    | Vencedor de l'etapa | Líder de la general |
| -------- | ----------- | ---------------------------- | ----------------------- | ----- | ------------------- | ------------------- |
| 1a etapa | 21 de gener | Nuriootpa - Angaston         | Etapa plana             | 135,0 | Simon Gerrans (AUS) | Simon Gerrans (AUS) |
| 2a etapa | 22 de gener | Prospect - Stirling          | Etapa de mitja muntanya | 150,0 | Diego Ulissi (ITA)  | Simon Gerrans (AUS) |
| 3a etapa | 23 de gener | Norwood - Campbelltown       | Etapa plana             | 145,0 | Cadel Evans (AUS)   | Cadel Evans (AUS)   |
| 4a etapa | 24 de gener | Unley - Victor Harbor        | Etapa trencacames       | 148,5 | André Greipel (GER) | Cadel Evans (AUS)   |
| 5a etapa | 25 de gener | McLaren Vale - Willunga Hill | Etapa de mitja muntanya | 151,5 | Richie Porte (AUS)  | Simon Gerrans (AUS) |
| 6a etapa | 26 January  | Adelaida - Adelaida          | Etapa plana             | 85,5  | André Greipel (GER) | Simon Gerrans (AUS) |

### 1a etapa
21 de gener de 2014 — Nuriootpa - Angaston, 135,0 km
|    | Ciclista                | Equip                   | Temps      |
| -- | ----------------------- | ----------------------- | ---------- |
| 1  | Simon Gerrans (AUS)     | Orica-GreenEDGE         | 3h 20' 34" |
| 2  | André Greipel (GER)     | Lotto-Belisol           | m. t.      |
| 3  | Steele Von Hoff (AUS)   | Garmin-Sharp            | m. t.      |
| 4  | Diego Ulissi (ITA)      | Lampre-Merida           | m. t.      |
| 5  | Maxime Bouet (FRA)      | AG2R La Mondiale        | m. t.      |
| 6  | Francesco Gavazzi (ITA) | Astana Qazaqstan Team   | m. t.      |
| 7  | Simon Geschke (GER)     | Giant-Shimano           | m. t.      |
| 8  | Rafael Valls (ESP)      | Lampre-Merida           | m. t.      |
| 9  | Cadel Evans (AUS)       | BMC Racing Team         | m. t.      |
| 10 | Robert Gesink (NED)     | Belkin Pro Cycling Team | m. t.      |

|    | Ciclista                | Equip                   | Temps      |
| -- | ----------------------- | ----------------------- | ---------- |
| 1  | Simon Gerrans (AUS)     | Orica-GreenEDGE         | 3h 20' 23" |
| 2  | André Greipel (GER)     | Lotto-Belisol           | + 5"       |
| 3  | Steele Von Hoff (AUS)   | Garmin-Sharp            | + 7"       |
| 4  | Simon Geschke (GER)     | Giant-Shimano           | + 10"      |
| 5  | Diego Ulissi (ITA)      | Lampre-Merida           | + 11"      |
| 6  | Maxime Bouet (FRA)      | AG2R La Mondiale        | + 11"      |
| 7  | Francesco Gavazzi (ITA) | Astana Qazaqstan Team   | + 11"      |
| 8  | Rafael Valls (ESP)      | Lampre-Merida           | + 11"      |
| 9  | Cadel Evans (AUS)       | BMC Racing Team         | + 11"      |
| 10 | Robert Gesink (NED)     | Belkin Pro Cycling Team | + 11"      |

### 2a etapa
22 gener 2014 — Prospect - Stirling, 150,0 km
|    | Ciclista                | Equip                   | Temps      |
| -- | ----------------------- | ----------------------- | ---------- |
| 1  | Diego Ulissi (ITA)      | Lampre-Merida           | 3h 52' 14" |
| 2  | Simon Gerrans (AUS)     | Orica-GreenEDGE         | m. t.      |
| 3  | Cadel Evans (AUS)       | BMC Racing Team         | m. t.      |
| 4  | Francesco Gavazzi (ITA) | Astana Qazaqstan Team   | m. t.      |
| 5  | Robert Gesink (NED)     | Belkin Pro Cycling Team | m. t.      |
| 6  | Richie Porte (AUS)      | Team Sky                | m. t.      |
| 7  | Ben Hermans (BEL)       | BMC Racing Team         | m. t.      |
| 8  | Fabio Felline (ITA)     | Trek Factory Racing     | m. t.      |
| 9  | Javier Moreno (ESP)     | Movistar Team           | m. t.      |
| 10 | Daryl Impey (RSA)       | Orica-GreenEDGE         | m. t.      |

|    | Ciclista                | Equip                   | Temps      |
| -- | ----------------------- | ----------------------- | ---------- |
| 1  | Simon Gerrans (AUS)     | Orica-GreenEDGE         | 7h 12' 31" |
| 2  | Diego Ulissi (ITA)      | Lampre-Merida           | + 7"       |
| 3  | André Greipel (GER)     | Lotto-Belisol           | + 11"      |
| 4  | Cadel Evans (AUS)       | BMC Racing Team         | + 13"      |
| 5  | Steele Von Hoff (AUS)   | Garmin-Sharp            | + 13"      |
| 6  | Simon Geschke (GER)     | Giant-Shimano           | + 16"      |
| 7  | Francesco Gavazzi (ITA) | Astana Qazaqstan Team   | + 17"      |
| 8  | Robert Gesink (NED)     | Belkin Pro Cycling Team | + 17"      |
| 9  | Maxime Bouet (FRA)      | AG2R La Mondiale        | + 17"      |
| 10 | Geraint Thomas (GBR)    | Team Sky                | + 17"      |

### 3a etapa
23 gener 2014 — Norwood - Campbelltown, 145,0 km
|    | Ciclista               | Equip                   | Temps      |
| -- | ---------------------- | ----------------------- | ---------- |
| 1  | Cadel Evans (AUS)      | BMC Racing Team         | 3h 34' 05" |
| 2  | Nathan Haas (AUS)      | Garmin-Sharp            | +15"       |
| 3  | Diego Ulissi (ITA)     | Lampre-Merida           | +15"       |
| 4  | Adam Hansen (AUS)      | Lotto-Belisol           | +15"       |
| 5  | Simon Gerrans (AUS)    | Orica-GreenEDGE         | +15"       |
| 6  | Rory Sutherland (AUS)  | Team Tinkoff-Saxo       | +15"       |
| 7  | Brent Bookwalter (USA) | BMC Racing Team         | +15"       |
| 8  | Ben Hermans (GER)      | BMC Racing Team         | +15"       |
| 9  | Daryl Impey (RSA)      | Orica-GreenEDGE         | +15"       |
| 10 | Robert Gesink (NED)    | Belkin Pro Cycling Team | +15"       |

|    | Ciclista               | Equip                   | Temps       |
| -- | ---------------------- | ----------------------- | ----------- |
| 1  | Cadel Evans (AUS)      | BMC Racing Team         | 10h 46' 39" |
| 2  | Simon Gerrans (AUS)    | Orica-GreenEDGE         | + 12"       |
| 3  | Diego Ulissi (ITA)     | Lampre-Merida           | + 15"       |
| 4  | Nathan Haas (AUS)      | Garmin-Sharp            | + 27"       |
| 5  | Robert Gesink (NED)    | Belkin Pro Cycling Team | + 29"       |
| 6  | Geraint Thomas (GBR)   | Team Sky                | + 29"       |
| 7  | Daryl Impey (RSA)      | Orica-GreenEDGE         | + 33"       |
| 8  | Brent Bookwalter (USA) | BMC Racing Team         | + 33"       |
| 9  | Rory Sutherland (AUS)  | Team Tinkoff-Saxo       | + 33"       |
| 10 | Ben Hermans (GER)      | BMC Racing Team         | + 33"       |

### 4a etapa
24 gener 2014 — Unley - Victor Harbor, 148,5 km
|    | Ciclista                | Equip                 | Temps      |
| -- | ----------------------- | --------------------- | ---------- |
| 1  | André Greipel (GER)     | Lotto-Belisol         | 3h 33' 07" |
| 2  | Jürgen Roelandts (BEL)  | Lotto-Belisol         | m. t.      |
| 3  | Elia Viviani (ITA)      | Cannondale            | m. t.      |
| 4  | Simon Gerrans (AUS)     | Orica-GreenEDGE       | m. t.      |
| 5  | Nathan Haas (AUS)       | Garmin-Sharp          | m. t.      |
| 6  | Daryl Impey (RSA)       | Orica-GreenEDGE       | m. t.      |
| 7  | Maxime Bouet (FRA)      | AG2R La Mondiale      | m. t.      |
| 8  | Nikolai Trússov (RUS)   | Team Tinkoff-Saxo     | m. t.      |
| 9  | Anthony Roux (FRA)      | FDJ                   | m. t.      |
| 10 | Francesco Gavazzi (ITA) | Astana Qazaqstan Team | m. t.      |

|    | Ciclista               | Equip                   | Temps       |
| -- | ---------------------- | ----------------------- | ----------- |
| 1  | Cadel Evans (AUS)      | BMC Racing Team         | 14h 19' 46" |
| 2  | Simon Gerrans (AUS)    | Orica-GreenEDGE         | + 7"        |
| 3  | Diego Ulissi (ITA)     | Lampre-Merida           | + 14"       |
| 4  | Nathan Haas (AUS)      | Garmin-Sharp            | + 23"       |
| 5  | Robert Gesink (NED)    | Belkin Pro Cycling Team | + 29"       |
| 6  | Geraint Thomas (GBR)   | Team Sky                | + 29"       |
| 7  | Daryl Impey (RSA)      | Orica-GreenEDGE         | + 33"       |
| 8  | Brent Bookwalter (USA) | BMC Racing Team         | + 33"       |
| 9  | Rory Sutherland (AUS)  | Team Tinkoff-Saxo       | + 33"       |
| 10 | Richie Porte (AUS)     | Team Sky                | + 33"       |

### 5a etapa
25 gener 2014 — McLaren Vale - Willunga Hill, 151,5 km
|    | Ciclista             | Equip                   | Temps      |
| -- | -------------------- | ----------------------- | ---------- |
| 1  | Richie Porte (AUS)   | Team Sky                | 3h 42' 20" |
| 2  | Diego Ulissi (ITA)   | Lampre-Merida           | + 10"      |
| 3  | Simon Gerrans (AUS)  | Orica-GreenEDGE         | + 10"      |
| 4  | Robert Gesink (NED)  | Belkin Pro Cycling Team | + 14"      |
| 5  | Daryl Impey (RSA)    | Orica-GreenEDGE         | + 14"      |
| 6  | Cadel Evans (AUS)    | BMC Racing Team         | + 14"      |
| 7  | Nathan Haas (AUS)    | Garmin-Sharp            | + 17"      |
| 8  | Iegor Silin (RUS)    | Team Katusha            | + 17"      |
| 9  | Adam Hansen (AUS)    | Lotto-Belisol           | + 17"      |
| 10 | Geraint Thomas (GBR) | Team Sky                | + 21"      |

|    | Ciclista             | Equip                   | Temps       |
| -- | -------------------- | ----------------------- | ----------- |
| 1  | Simon Gerrans (AUS)  | Orica-GreenEDGE         | 18h 02' 19" |
| 2  | Cadel Evans (AUS)    | BMC Racing Team         | + 1"        |
| 3  | Diego Ulissi (ITA)   | Lampre-Merida           | + 5"        |
| 4  | Richie Porte (AUS)   | Team Sky                | + 10"       |
| 5  | Nathan Haas (AUS)    | Garmin-Sharp            | + 27"       |
| 6  | Robert Gesink (NED)  | Belkin Pro Cycling Team | + 30"       |
| 7  | Daryl Impey (RSA)    | Orica-GreenEDGE         | + 34"       |
| 8  | Adam Hansen (AUS)    | Lotto-Belisol           | + 37"       |
| 9  | Geraint Thomas (GBR) | Team Sky                | + 37"       |
| 10 | Iegor Silin (RUS)    | Team Katusha            | + 37"       |

### 6a etapa
26 gener 2014 — Adelaida - Adelaida, 85,5 km
|    | Ciclista                | Equip                   | Temps      |
| -- | ----------------------- | ----------------------- | ---------- |
| 1  | André Greipel (GER)     | Lotto-Belisol           | 1h 55' 16" |
| 2  | Mark Renshaw (AUS)      | Omega Pharma-Quick Step | m. t.      |
| 3  | Andrew Fenn (GBR)       | Omega Pharma-Quick Step | m. t.      |
| 4  | Koen de Kort (NED)      | Giant-Shimano           | m. t.      |
| 5  | Jonathan Cantwell (AUS) | Drapac Cycling          | m. t.      |
| 6  | Matthew Goss (AUS)      | Orica-GreenEDGE         | m. t.      |
| 7  | Nathan Haas (AUS)       | Garmin-Sharp            | m. t.      |
| 8  | Jürgen Roelandts (BEL)  | Lotto-Belisol           | m. t.      |
| 9  | Michael Kolář (SVK)     | Team Tinkoff-Saxo       | m. t.      |
| 10 | Mathew Hayman (AUS)     | Orica-GreenEDGE         | m. t.      |

|    | Ciclista             | Equip                   | Temps       |
| -- | -------------------- | ----------------------- | ----------- |
| 1  | Simon Gerrans (AUS)  | Orica-GreenEDGE         | 19h 57' 35" |
| 2  | Cadel Evans (AUS)    | BMC Racing Team         | + 1"        |
| 3  | Diego Ulissi (ITA)   | Lampre-Merida           | + 5"        |
| 4  | Richie Porte (AUS)   | Team Sky                | + 10"       |
| 5  | Nathan Haas (AUS)    | Garmin-Sharp            | + 27"       |
| 6  | Robert Gesink (NED)  | Belkin Pro Cycling Team | + 30"       |
| 7  | Daryl Impey (RSA)    | Orica-GreenEDGE         | + 34"       |
| 8  | Geraint Thomas (GBR) | Team Sky                | + 37"       |
| 9  | Adam Hansen (AUS)    | Lotto-Belisol           | + 37"       |
| 10 | Iegor Silin (RUS)    | Team Katusha            | + 47"       |

## Classificacions finals

### Classificació general
|    | Ciclista             | Equip                   | Temps       |
| -- | -------------------- | ----------------------- | ----------- |
| 1  | Simon Gerrans (AUS)  | Orica-GreenEDGE         | 19h 57' 35" |
| 2  | Cadel Evans (AUS)    | BMC Racing Team         | + 1"        |
| 3  | Diego Ulissi (ITA)   | Lampre-Merida           | + 5"        |
| 4  | Richie Porte (AUS)   | Team Sky                | + 10"       |
| 5  | Nathan Haas (AUS)    | Garmin-Sharp            | + 27"       |
| 6  | Robert Gesink (NED)  | Belkin Pro Cycling Team | + 30"       |
| 7  | Daryl Impey (RSA)    | Orica-GreenEDGE         | + 34"       |
| 8  | Geraint Thomas (GBR) | Team Sky                | + 37"       |
| 9  | Adam Hansen (AUS)    | Lotto-Belisol           | + 37"       |
| 10 | Iegor Silin (RUS)    | Team Katusha            | + 47"       |

### Classificacions secundàries
|   | Ciclista            | Equip           | Punts |
| - | ------------------- | --------------- | ----- |
| 1 | Simon Gerrans (AUS) | Orica-GreenEDGE | 75    |
| 2 | Diego Ulissi (ITA)  | Lampre-Merida   | 56    |
| 3 | Nathan Haas (AUS)   | Garmin-Sharp    | 50    |

|   | Ciclista           | Equip            | Punts |
| - | ------------------ | ---------------- | ----- |
| 1 | Adam Hansen (AUS)  | Lotto-Belisol    | 28    |
| 2 | Axel Domont (FRA)  | AG2R La Mondiale | 28    |
| 3 | Richie Porte (AUS) | Team Sky         | 24    |

|   | Ciclista              | Equip                   | Temps       |
| - | --------------------- | ----------------------- | ----------- |
| 1 | Jack Haig (AUS)       | UniSA-Australia         | 19h 59' 43" |
| 2 | Carlos Verona (ESP)   | Omega Pharma-Quick Step | + 1' 09"    |
| 3 | Kenny Elissonde (FRA) | FDJ                     | + 20' 56"   |

|   | Equip           | Temps       |
| - | --------------- | ----------- |
| 1 | Orica-GreenEDGE | 59h 56' 16" |
| 2 | BMC Racing Team | + 28"       |
| 3 | Drapac Cycling  | + 3' 58"    |

### UCI World Tour
El Tour Down Under atorga punts per l'UCI World Tour 2014 sols als ciclistes dels equips de categoria ProTeam.
| Posició               | 1r  | 2n | 3r | 4t | 5è | 6è | 7è | 8è | 9è | 10è |
| Classificació general | 100 | 80 | 70 | 60 | 50 | 40 | 30 | 20 | 10 | 4   |
| Per etapa             | 6   | 4  | 2  | 1  | 1  |    |    |    |    |     |

| #  | Ciclista             | Equip                   | Punts |
| -- | -------------------- | ----------------------- | ----- |
| 1  | Simon Gerrans (AUS)  | Orica-GreenEDGE         | 114   |
| 2  | Cadel Evans (AUS)    | BMC Racing Team         | 88    |
| 3  | Diego Ulissi (ITA)   | Lampre-Merida           | 83    |
| 4  | Richie Porte (AUS)   | Team Sky                | 66    |
| 5  | Nathan Haas (AUS)    | Garmin-Sharp            | 55    |
| 6  | Robert Gesink (NED)  | Belkin Pro Cycling Team | 42    |
| 7  | Daryl Impey (RSA)    | Orica-GreenEDGE         | 31    |
| 8  | Geraint Thomas (GBR) | Team Sky                | 20    |
| 9  | André Greipel (GER)  | Lotto-Belisol           | 16    |
| 10 | Adam Hansen (AUS)    | Lotto-Belisol           | 11    |

## Evolució de les classificacions
| Etapa | Vencedor      | Classificació general | Classificació de la muntanya | Classificació dels esprints | Classificació dels joves | Classificació per equips | Combativitat |
| ----- | ------------- | --------------------- | ---------------------------- | --------------------------- | ------------------------ | ------------------------ | ------------ |
| 1     | Simon Gerrans | Simon Gerrans         | Adam Hansen                  | Simon Gerrans               | Carlos Verona            | Lampre-Merida            | Will Clarke  |
| 2     | Diego Ulissi  | Simon Gerrans         | Adam Hansen                  | Simon Gerrans               | Carlos Verona            | Lampre-Merida            | Will Clarke  |
| 3     | Cadel Evans   | Cadel Evans           | Adam Hansen                  | Simon Gerrans               | Kenny Elissonde          | BMC Racing Team          | Jens Voigt   |
| 4     | André Greipel | Cadel Evans           | Adam Hansen                  | Simon Gerrans               | Jack Haig                | BMC Racing Team          | Cameron Wurf |
| 5     | Richie Porte  | Simon Gerrans         | Adam Hansen                  | Simon Gerrans               | Jack Haig                | Orica-GreenEDGE          | Jens Voigt   |
| 6     | André Greipel | Simon Gerrans         | Adam Hansen                  | Simon Gerrans               | Jack Haig                | Orica-GreenEDGE          | Will Clarke  |
| Final | Final         | Simon Gerrans         | Adam Hansen                  | Simon Gerrans               | Jack Haig                | Orica-GreenEDGE          | Will Clarke  |